# Ceiber Ávila
Ceiber David Ávila Segura (26 de mayo de 1989) es un boxeador colombiano que ha representado al país en múltiples competencias deportivas.
Su categoría es el peso mosca o los 57 kilogramos, donde ha ganado la medalla de bronce en los Juegos Panamericanos de Toronto 2015, plata en los Juegos Sudamericanos de 2018 y el oro en los Juegos Centroamericanos y del Caribe 2018.